# بورن گورمن
بورن گورمن (انگلیسی: Burn Gorman؛ زادهٔ ۱ سپتامبر ۱۹۷۴) بازیگر اهل انگلستان است. وی از سال ۱۹۹۸ میلادی تاکنون مشغول فعالیت بوده‌است.

## گزیده نقش‌آفرینی‌ها
از فیلم‌ها یا برنامه‌های تلویزیونی که وی در آن نقش داشته‌است می‌توان به آثار زیر اشاره کرد.
- کیک لایه‌ای (۲۰۰۴)
- فانلند (۲۰۰۵)
- بهترین مرد (۲۰۰۵)
- پنلوپه (۲۰۰۶)
- فرد کلاوس (۲۰۰۷)
- قتل‌های آکسفورد (۲۰۰۸)
- تقاطع سمتری (۲۰۱۰)
- جانی اینگلیش دوباره متولد می‌شود (۲۰۱۱)
- ساعت (۲۰۱۲-۲۰۱۱)
- چراغ‌های قرمز (۲۰۱۲)
- شوالیه تاریکی برمی‌خیزد (۲۰۱۲)
- حاشیه اقیانوس آرام (۲۰۱۳)
- جیمی (۲۰۱۳)
- الکساندر و روز وحشتناک، افتضاح، ناگوار، خیلی بد (۲۰۱۴)
- قدم‌زدن با دشمن (۲۰۱۴)
- قله‌ای به رنگ خون (۲۰۱۵)
- در دره خشونت (۲۰۱۶)
- امپراتوری (۲۰۱۶)
- حاشیه اقیانوس آرام: طغیان (۲۰۱۸)
- تورچ وود (۲۰۰۶–۰۸)
- مارپل آگاتا کریستی (۲۰۰۷)
- جاسوسان ورشو (۲۰۱۳)
- انتقام (۲۰۱۳)
- فیلادلفیا همیشه آفتابی است (۲۰۱۳)
- پایین پایین (۲۰۱۴)
- سرقت (۲۰۲۴)
- بازی تاج‌وتخت (۲۰۱۳–۱۴)
- فوراور (۲۰۱۴–۱۵)
- سپس هیچ‌کدام باقی نماندند (۲۰۱۵)
- ساکن برج بلند (۲۰۱۵)